# Groupes ethniques non reconnus officiellement en Chine
 (novembre 2012).
Si vous disposez d'ouvrages ou d'articles de référence ou si vous connaissez des sites web de qualité traitant du thème abordé ici, merci de compléter l'article en donnant les références utiles à sa vérifiabilité et en les liant à la section « Notes et références ».
Les groupes ethniques non reconnus officiellement en Chine sont, dans les données démographiques de la République populaire de Chine, les nations ou ethnies qui n’ont pas été reconnues officiellement en raison soit d’une assimilation à l'un ou l'autre des 56 groupes ethniques de Chine, dont la majorité Han, soit pour des questions ethniques, soit parce qu'ils bénéficient du statut de minorité nationale dans d'autres pays[Quoi ?].

## Répartition
Les minorités ethniques étant principalement situées dans le Sud-Est (à la frontière avec les pays de la Péninsule indochinoise, et de façon moins importante dans le Nord-Est (à la frontière avec la Russie, la Mongolie et la péninsule Coréenne, la plus grande part des ethnies assimilées à d'autres s'y trouvent donc également. 
Dans la région sud-ouest, ils représentent 722 011 personnes, soit 98,3 % des groupes ethniques non officiellement reconnus[réf. nécessaire]. 
C’est dans la province du Guizhou qu’il y a le plus grand groupe. Il y a jusqu’à 710 486 personnes, soit 96,7 %, suivie par la province du Yunnan, où il y a 7 404 personnes, la troisième région étant la région autonome du Tibet, où il y a 3 817 personnes. 
En outre, dans les provinces du Zhejiang, du Guangdong, du Guangxi et du Jiangsu, il y a plus de 1 000 personnes et il y a certains groupes ethniques inconnus dans les provinces restantes[Quoi ?], dans la région autonome Hui du Ningxia, au Nord.

## Désignation officielle
Pour les personnes qui sont définies comme chinoises de groupe ethnique inconnu, la partie « nation » sur leur carte d’identité est remplie par le nom du groupe (groupe ethnique inconnu).[réf. nécessaire]
Si la « nation » est officiellement reconnue, on indique Naxi (Moso), Miao (Famille Ge), etc.
La « nation » a été identifiée par provinces, régions autonomes et municipalités comme minorité, mais il n'est pas encore clair qu’elle est soit minorité nationale unique soit membre d'une minorité nationale : on peut remplir le « XX », par exemple « Mishmi ».[incompréhensible]
Si les personnes sont des Han (par exemple les Chuanqing), elles peuvent indiquer : « Chuanqing », « peuple Chuanqing » dans la carte d'identification de seconde génération.
Lorsqu'un étranger accède à la nationalité chinoise, il peut demander à être au sein d'une minorité, si celle-ci existe en Chine, par exemple Coréen pour les Coréens des deux Corées. Si la « nation » n'existe pas dans la liste des « nations » reconnues, il met sa « nation » originelle et indique « naturalisation ». Par exemple « Ukraine (naturalisation) ».

## Autres groupes ethniques non reconnus
- ?[Passage problématique] (甲人, jiǎrén)
- Lai (莱人 / 萊人, láirén)
- Deng ou Mishmi (登人 / 僜人, dēngrén)
- Gejia (革家人, géjiārén)
- Khmu (克木人, kèmùrén)
- Mang (芒人, mángrén)
- Juifs de Chine (犹太人, yóutàirén), dont les Juifs de Kaifeng.
- Yamato ou Japonais (大和民族, dàhé mínzú) à Dalian
- Ryukyuans (琉球民族) à Taïwan
- Les métis, sino-portugais de Macao (chinois : 土生葡人 ; pinyin : tǔshēng púrén ; litt. « autochtone portugais »), métis sino-britanniques de Hong Kong, ou autres métis nés des unions internationales plus récentes.

## Groupes ethniques regroupés sous la liste officielle des 56 groupes ethniques
- Peuple Akhas - officiellement une branche des Hani
- Aynu/Ani de Chine - officiellement classés comme Ouïgours
- Chuanqing - officiellement classés comme Hans
- Dolan - officiellement classés comme Ouïgours
- Kucong (苦聪人) - officiellement classés comme Lahu
- Hui'an maidens (惠安女) - officiellement classés comme Han
- Mosuo (摩梭人) - officiellement classés comme Naxi
- Shan (掸族) - certains classés comme Buyi, d'autres comme Zhuang et encore d'autres non-classifiés
- Sherpas (夏尔巴人), officiellement considérés comme Tibétains
- Kachee, Musulmans tibétains - officiellement classés comme Tibétains.
- Touvains (图瓦人), ainsi que de nombreuses minorités mongoles - officiellement classé comme Mongols
- Tanka - officiellement classés comme Han
- Utsul - officiellement classés comme Hui, bien qu’ils ont plus en commun avec les Malais et des autres peuples austronésiens.
- Waxiang (瓦乡族) - officiellement classés comme Hmong (Miao) ou comme Han
- Ben (本人) les Khitan adhérents Shidian, Yunnan. Ils ne sont pas des Daur. Ils utilisent encore le script de Khitan dans leurs cimetières, officiellement classés comme Han.

#### Droit international
- Coutume, Savoirs traditionnels
- Peuple autochtone, Droit des peuples autochtones (Déclaration des droits des peuples autochtones)